# Filellum adhaerens
Filellum adhaerens är en nässeldjursart som först beskrevs av Nutting 1901.  Filellum adhaerens ingår i släktet Filellum och familjen Lafoeidae. Inga underarter finns listade i Catalogue of Life.